# Euroferry Olympia
L'Euroferry Olympia è stato un traghetto ro-pax, appartenuto alla compagnia di navigazione italiana Grimaldi Lines dal 2013 al 2023.

## Servizio
Varato il 29 dicembre 1994 nei cantieri navali polacchi Stocznia Gdanska SA di Danzica per la Finnlines con il nome di TransEurope, viene consegnato il 31 maggio 1995 ed arriva per la prima volta a Lubecca il 4 giugno dello stesso anno, prendendo servizio il 12 giugno sulla rotta tra Lubecca ed Helsinki.
Il 20 settembre 1995 viene presentato al pubblico e battezzato dalla madrina Glenys E. Kinnock.
Dal 1 ottobre 2001 prende servizio sui collegamenti tra Helsinki-Travemünde.

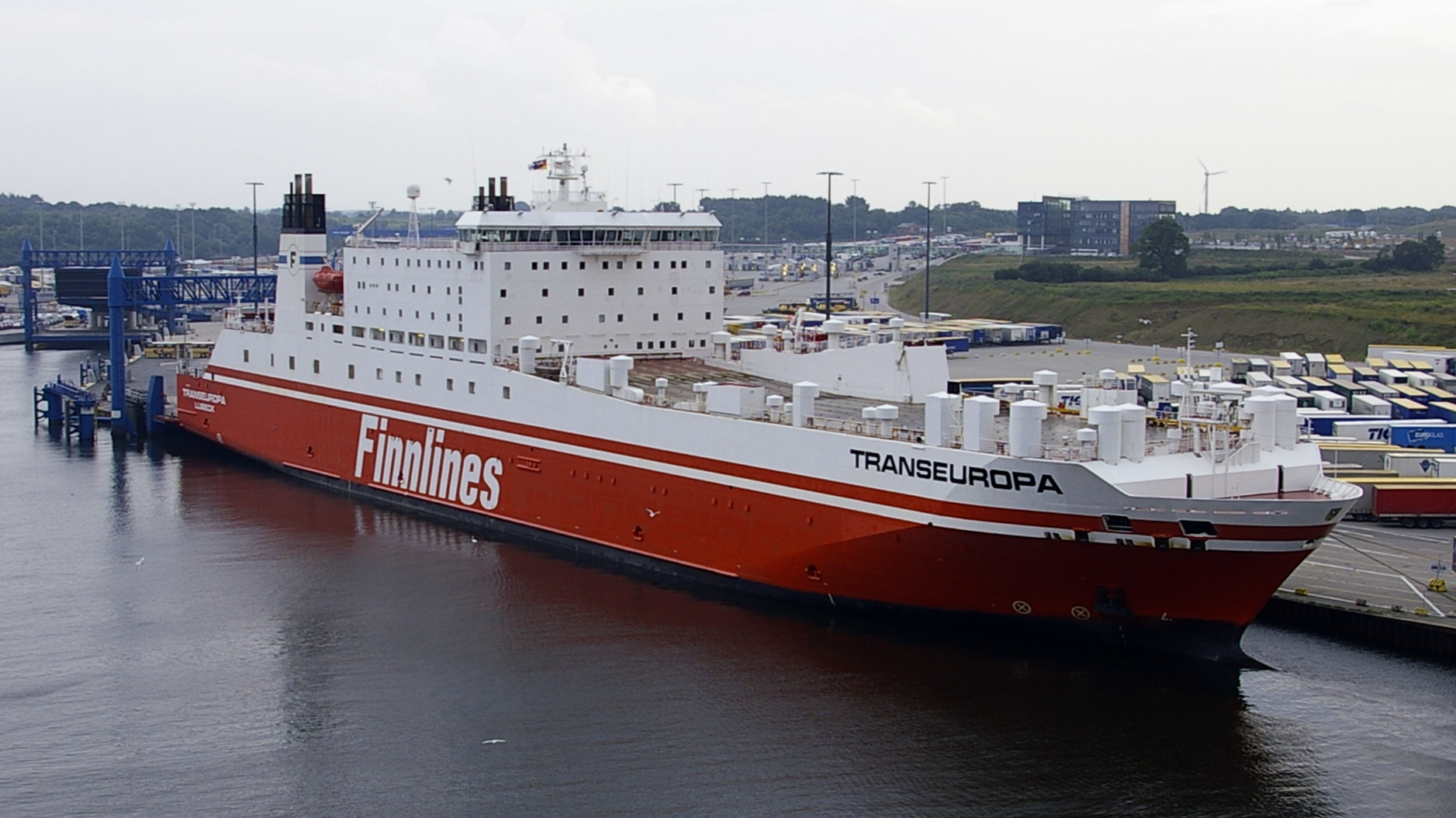
Il TransEuropa ormeggiato a Travemünde nel 2019.

Il 6 novembre 2007 esegue una traversata straordinaria da Lubecca a San Pietroburgo.
Dal 13 maggio 2009 viene noleggiata alla TransRussia e prende servizio sulla Lubecca-Mukran-San Pietroburgo.
Dal 30 maggio 2009 entra in servizio sui collegamenti tra Lubecca, Mukran, Helsinki, San Pietroburgo e Kotka.
Dal 28 dicembre 2009 entra sulla Lubecca-Rostock-Kotka-Helsinki.
Dal gennaio del 2010 viene impiegato sulla Lubecca-Ventspils-San Pietroburgo fino al 6 ottobre 2012, quando parte per Danzica e viene spostato sulla Danzica-Helsinki.

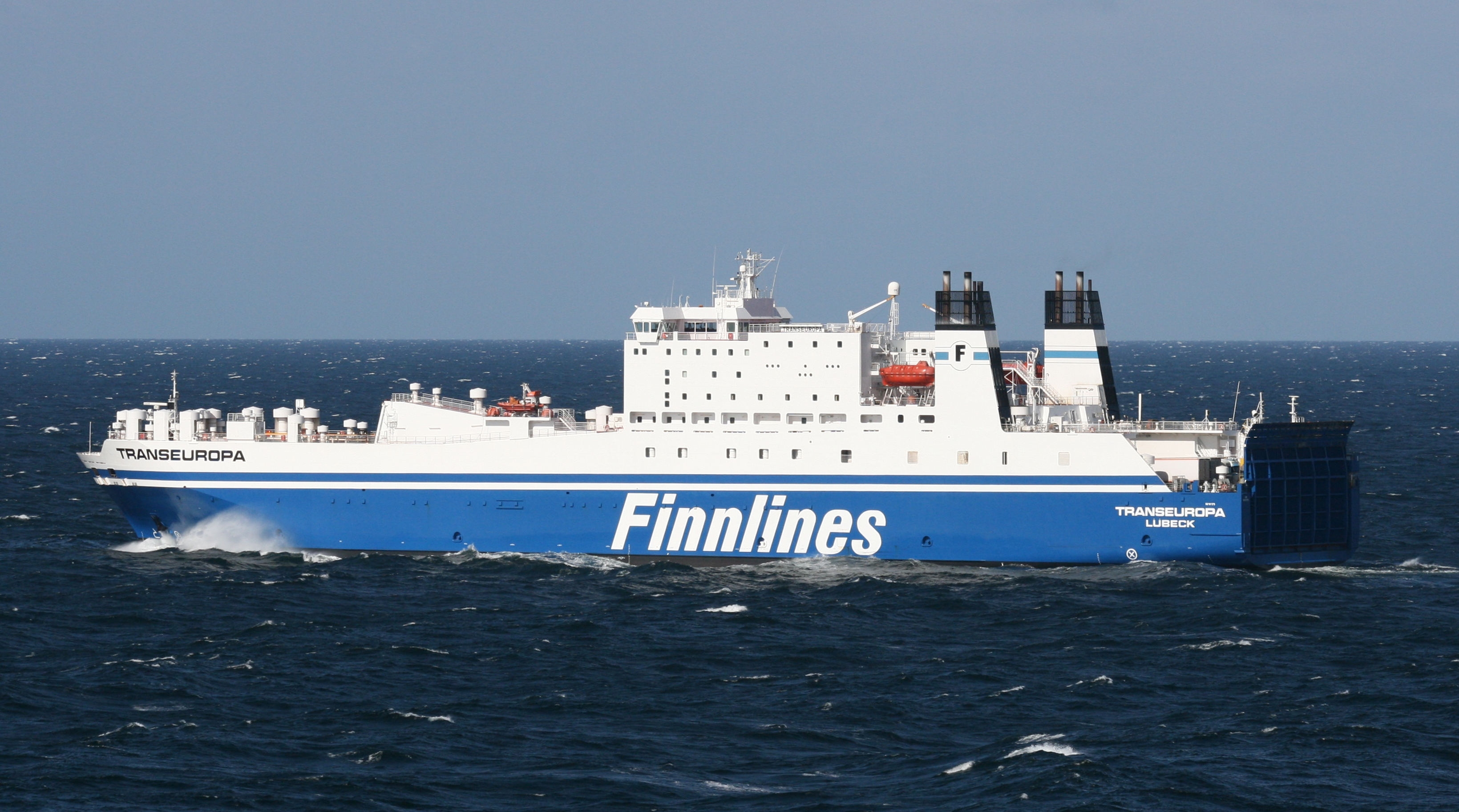
Il TransEuropa in navigazione nel 2010.

Dal 9 ottobre 2012 entra in servizio sulla Helsinki-Rostock, per poi tornare il 16 ottobre sulla linea precedente.
Dall'13 novembre 2012 viene impiegato di nuovo sulla Helsinki-Rostock ed il 28 ottobre 2013 giunge a Travemünde terminando il servizio per Finnlines.
Il 2 novembre 2013 parte per La Valletta dove giunge il 20 novembre, dopo aver fatto scalo ad Anversa e Al Khums.
A La Valletta viene trasferito alla Grimaldi Lines e dopo aver eseguito lavori di ammodernamento, entra in servizio nel gennaio del 2014 sulla rotta tra Ravenna, Igoumenitsa e Patrasso con il nuovo nome di Euroferry Olympia.
Nella notte tra il 17 ed il 18 febbraio 2022, mentre era in navigazione da Igoumenitsa a Brindisi,è scoppiato un grave incendio a bordo al largo di Corfù, che ha parzialmente distrutto la nave e provocato undici morti e diversi feriti. Al 21 Febbraio 2022, un passeggero sui 12 dispersi dichiarati è stato ritrovato. Il 23 Febbraio, dopo che l'incendio è stato domato, i soccorsi hanno trovato un altro corpo senza vita.
Successivamente rimorchiato ad Astakos per accertamenti, il mese successivo viene spostato a Platygiali, dove verrà bonificato e vi rimarrà fino alla vendita per la demolizione nel settembre del 2023 alla società turca Dido Steel Co. Ltd, giungendo ad Aliağa al traino il 28 settembre 2023.

## Navi gemelle
- Alcudia Express (ex Euroferry Egnazia, ex Ciudad de Alcudia)
- FinnPartner
- FinnTrader